# Dimitrie Cipleu
Dimitrie Cipleu (n. 1862, Bratca, județul Bihor – d. 1944, Bratca, județul Bihor) a fost un deputat în Marea Adunare Națională de la Alba Iulia, organismul legislativ reprezentativ al „tuturor românilor din Transilvania, Banat și Țara Ungurească”, cel care a adoptat hotărârea privind Unirea Transilvaniei cu România, la 1 decembrie 1918.:p.103

## Biografie
Dimitrie Cipleu a fost membru al Gărzii Naționale locale, iar după 1918 a devenit membru al consiliului local.

## Activitatea politică

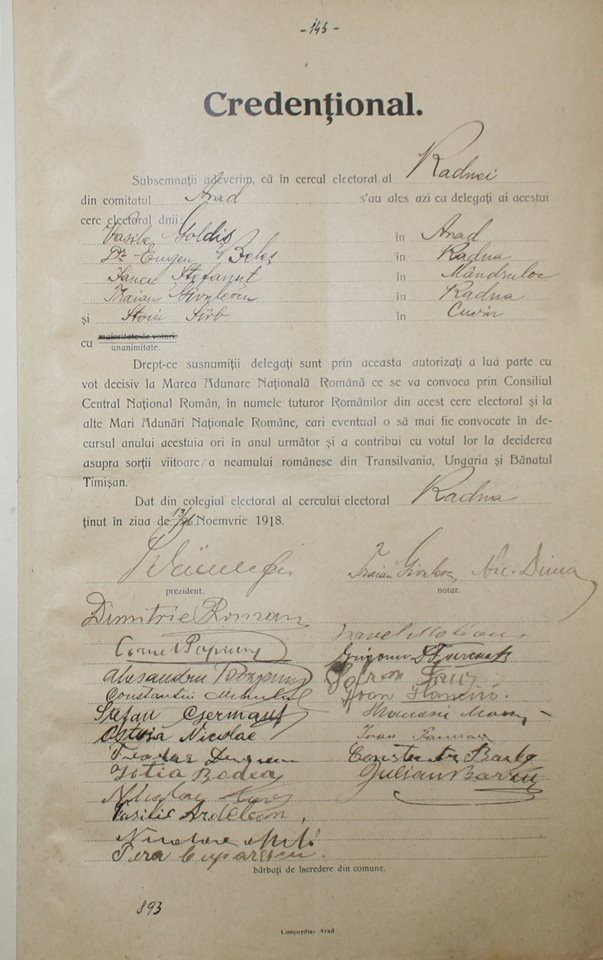
Credențional

A fost ales delegat al cercului electoral Aleșd  la Marea Adunare Națională de la Alba-Iulia, unde a votat unirea Ardealului cu România, la 1 decembrie 1918.